# Jürgen Zitzer
Jürgen Zitzer (* 3. Februar 1952) ist ein ehemaliger deutscher Fußballspieler.

## Karriere
Vom FV 09 Nürtingen wechselte Zitzer 1974 zum damals amtierenden Deutschen Amateurmeister SSV Reutlingen 05. In seiner ersten Saison in Reutlingen wurde Jürgen Zitzer mit dem SSV Württembergischer Amateurmeister sowie in der 1. Amateurliga Schwarzwald-Bodensee Meister. In der anschließenden erfolgreich abgeschlossenen Aufstiegsrunde zur 2. Bundesliga Süd war Zitzer in allen sechs Spielen für die Reutlinger im Einsatz. Die Zweitligaspielzeit 1975/76 endete trotz vier Toren von Zitzer bei 32 Saisoneinsätzen für den SSV mit dem Abstieg. In der Saison 1976/77 wurde er mit den Schwaben erneut Schwarzwald-Bodensee-Meister und erzielte außerdem das erste Tor des Spiels beim 2:1-Sieg seiner Reutlinger gegen den SSV Ulm 1846 im Endspiel um die Württembergische Amateurmeisterschaft. Nach der wiederholten Meisterschaft in der Schwarzwald-Bodensee-Ligaspielzeit 1977/78 scheiterte Jürgen Zitzer mit dem SSV Reutlingen so wie auch im Vorjahr in der Aufstiegsrunde zur 2. Bundesliga. In den Zweitligasaisons 1979/80 und 1980/81 spielte Zitzer in der 2. Bundesliga Süd für den SC Freiburg, ehe er seine Laufbahn im Alter von 29 Jahren beendete.